# Bhatgaon (ort i Indien)
Bhatgaon är en ort i Indien.   Den ligger i distriktet Raipur och delstaten Chhattisgarh, i den centrala delen av landet, 1 000 km sydost om huvudstaden New Delhi. Bhatgaon ligger 294 meter över havet och antalet invånare är 8 044.
Terrängen runt Bhatgaon är platt. Runt Bhatgaon är det tätbefolkat, med 913 invånare per kvadratkilometer. Närmaste större samhälle är Raipur, 11,5 km nordväst om Bhatgaon. Trakten runt Bhatgaon består till största delen av jordbruksmark.